# My Own Private Idaho
Pour plus de détails, voir Fiche technique et Distribution.
My Own Private Idaho (litt. « Mon propre Idaho ») est un film américain écrit et réalisé par Gus Van Sant, sorti en 1991.
Il s'agit d'une fiction librement inspirée des pièces historiques Henri IV (première partie) (Henry IV, Part 1), Henri IV (deuxième partie) (Henry IV, Part 2) et Henri V (The Chronicle History of Henry the Fifth) de William Shakespeare.
Le titre du film provient de la chanson Private Idaho interprétée par les B-52's, laquelle n'apparaît pas dans le film.

## Synopsis
Michael « Mike » Waters et Scott Favor sont deux amis toxicomanes contraints de se prostituer pour survivre. Mike est homosexuel et souffre de crises de narcolepsie : il a l'obsession de retrouver sa mère qui l'a mystérieusement abandonné… Scott, quant à lui, est hétérosexuel. Il est le fils du maire de Portland, un homme qu'il déteste, et qui cherche à lui imposer un avenir tout tracé.
Alors que Michael part à la rencontre de sa mère, il confesse à son meilleur ami qu'il l'aime, mais Scott, lui, affirme être hétérosexuel. Au cours d'un voyage en Italie, à Rome, où il compte retrouver Sharon Waters, Scott tombe amoureux de Carmela et abandonne son copain. Pour Mike c'est la fin, Scott a renié sa vie et ses amitiés passées.
Les derniers mots de Mike laissent entendre qu'il n'envisage son avenir que comme prostitué, solitaire, toujours atteint de narcolepsie et hanté par le rêve de trouver l'amour véritable. En vain.

## Fiche technique
Sauf indication contraire, les informations mentionnées dans cette section peuvent être confirmées par la base de données cinématographiques IMDb,  présente dans la section « Liens externes ».
- Titre original : My Own Private Idaho
- Réalisation : Gus Van Sant
- Scénario : Gus Van Sant, inspiré des pièces historiques de William Shakespeare[1]
- Musique : Bill Stafford
- Direction artistique : Kenneth Hardy
- Décors : David Brisbin
- Costumes : Beatrix Aruna Pasztor
- Photographie : John J. Campbell et Eric Alan Edwards
- Son : Kelly J Baker, Peter Appleton, Patrick Winters, Michael F Newman, Paul Sharpe, Bill Sheppard
- Montage : Curtiss Clayton
- Producteur : Laurie Parker
- Société de production : New Line Cinema
- Société de distribution : Fine Line Features
- Budget : 2,5 millions de dollars[réf. nécessaire]
- Pays de production :  États-Unis
- Langues originales : anglais, italien
- Format : couleur (Alphacine) - 35 mm — 1,78:1 — son Ultra Stereo (en)
- Genre : drame, road movie
- Durée : 101 minutes
- Dates de sortie :
  - Italie, septembre 1991 (Mostra de Venise)
  - États-Unis, 27 septembre 1991
  - Québec : 29 septembre 1991[3]
  - France, 15 janvier 1992
- Classifications CNC : interdit aux -12 ans, Art et Essai (visa d'exploitation no 78156 délivré le 27 janvier 1992)

## Distribution
- River Phoenix (VF : Emmanuel Curtil) : Michael « Mike » Waters
- Keanu Reeves (VF : Bernard Gabay) : Scott Favor
- James Russo : Richard Waters
- William Richert (VF : Alain Dorval) : Bob Pigeon
- Udo Kier : Hans
- Flea : Budd
- Rodney Harvey : Gary
- Chiara Caselli : Carmela
- Grace Zabriskie : Alena
- Gus Van Sant : l'homme derrière le comptoir de l'hôtel (non crédité)
- Jim Caviezel : l'employé de la compagnie aérienne
- Michael Parker : Digger
- Tom Troupe : Jack Favor
- Lee Pitchlynn (VF : Jean-Pierre Moulin) : Walt Robert
- Mickey Cottrell (VF : Jean-Pierre Leroux) : Daddy Carroll
- Scott Patrick Green (VF : Éric Herson-Macarel) : le garçon de café

## Production

### Scénario

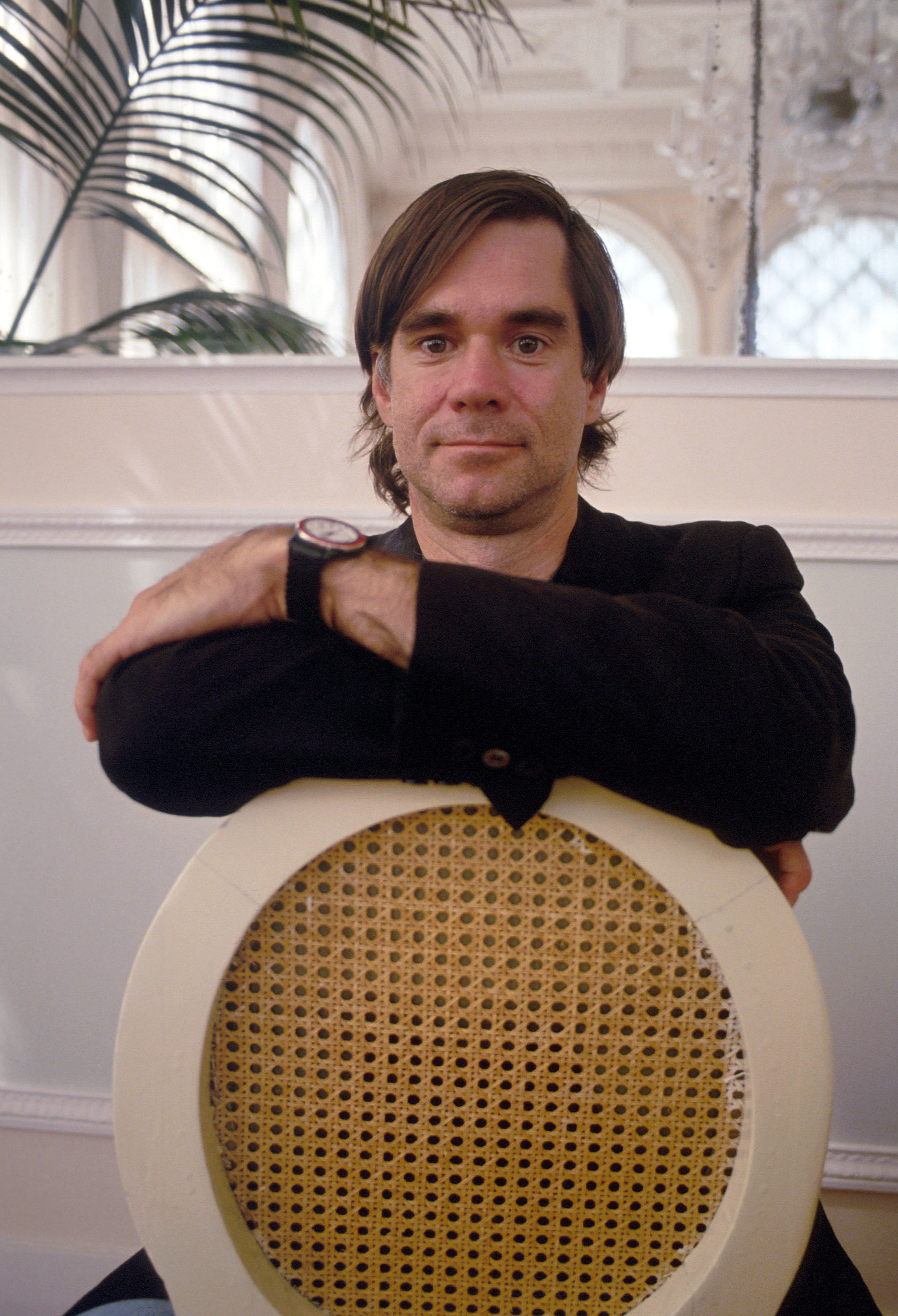
Le cinéaste Gus Van Sant, à la Mostra de Venise, en septembre 1993.

Écrit après son premier long métrage, Mala Noche, My Own Private Idaho aurait dû être le deuxième long métrage de Gus Van Sant. Il souhaite réaliser de nouveau un film sur des personnages qui vivraient à Portland, qui seraient cette fois des prostitués, interprétés par des non professionnels. Le film devrait coûter vingt fois plus cher que Mala Noche mais rester à moins de 500 000 dollars, un petit budget pour un film indépendant. Mais le milieu de la prostitution tout comme certains choix de scénario (les plans oniriques présents dans le film) rebutent la plupart des producteurs. Gus Van Sant écrit alors un scénario de secours, celui de Drugstore Cowboy, qui est financé beaucoup plus facilement.
Pendant la post-production de Drugstore Cowboy se répand la rumeur que Gus Van Sant serait « le « new hot director » du cinéma indépendant alors en pleine explosion. » Il cherche alors de nouveau à faire financer le scénario de My Own Private Idaho. Comme sa collaboration avec Matt Dillon s'est révélée fructueuse sur Drugstore Cowboy, il décide de tourner avec de jeunes acteurs professionnels qui commencent à être connus : Keanu Reeves vient de tourner dans le succès commercial Point Break et a déclaré vouloir jouer dans des films indépendants. Gus Van Sant le contacte et il donne rapidement son accord. Le réalisateur a plus de difficultés avec River Phoenix, à qui il doit transmettre le scénario sans passer par son agent et qui ne consent à jouer dans le film qu'une fois certain que Reeves l'a aussi accepté.
Le personnage de Scott est inspiré par le prince Hal du drame Henri IV de Shakespeare.

### Tournage
Le tournage a lieu, entre le 1er novembre et le 21 décembre 1990, en Idaho (Twin Falls), en Oregon (Maupin et Portland), en Washington (Seattle), ainsi qu'à Rome (Latium, Italie).

### Musique
- The Cattle Call (en), d'Eddy Arnold
- Deep Night, de Rudy Vallee
- Home on the Range, de Bill Stafford
- America the Beautiful, de Bill Stafford
- Cherish, de Madonna
- Blue Eyes (en), d'Elton John
- Bacchu-ber, Jean G. Poulot et Jamie Haggerty
- Der Adler, de Udo Kier et Tom Dokoupil.
- Mr. Klein, de Udo Kier et Tom Dokoupil
- When the Saints Go Marching In, d'Elliot Sweetland, Richard Letcher et Vernon Dunn
- The Funerals, de Lori Presthus, Hollis Taylor et Kim Burton
- Getting Into the Outside, de Conrad « Bud » Montgomery
- The Old Main Drag, de The Pogues
- Too Many Colors, d'Aleka's Attic
- Ovoniam Ipse, de Bruce Van Buskirk
- Nun Freut Euch, de Bruce Van Buskirk

## Distinctions

### Récompenses
- Festival de Deauville 1991 : prix de la critique à Gus Van Sant
- Festival international du film de Toronto 1991 : prix international de la critique à Gus Van Sant
- Los Angeles Film Critics Association Awards 1991 : meilleure photographie (2e place) à Eric Alan Edwards et John J. Campbell
- Mostra de Venise 1991 : Meilleure interprétation masculine pour River Phoenix
- New York Film Critics Circle Awards 1991 :
  - Meilleur film (2e place)
  - Meilleur réalisateur (2e place) pour Gus Van Sant,
  - Meilleur acteur (2e place) pour River Phoenix
- Film Independent's Spirit Awards 1992 :
  - Meilleure interprétation masculine pour River Phoenix
  - Meilleur scénario pour Gus Van Sant
  - Meilleure musique de film pour Bill Stafford
- National Society of Film Critics Awards 1992 : meilleur acteur pour River Phoenix
- Producers Guild of America Awards 1993 : prix Nova du nouveau producteur de cinéma le plus prometteur à Laurie Parker

### Nominations
- Film Independent's Spirit Awards 1992 :
  - Meilleur film pour Laurie Parker (productrice)
  - Meilleur réalisateur pour Gus Van Sant
  - Meilleure photographie pour Eric Alan Edwards et John J. Campbell

### Documentation
- (en) A screenplay by Gus Van Sant, scénario (en archive)